# David Morse (haut fonctionnaire)
Pour les articles homonymes, voir David Morse et Morse.
David Abner Morse, né le 31 mai 1907 et mort le 1er décembre 1990 a été le directeur général de l'Organisation internationale du travail de 1948 à 1970.